# Katedra Najświętszego Różańca w Kolkacie
Katedra Najświętszego Różańca w Kolkacie jest katedrą katolicką archidiecezji Kolkaty. Mieści się przy ulicy Portugese Church Street, przy północno-wschodniej stronie BBD Bag, administracyjnym centrum Kolkaty. 
Poświęcony Matce Bożej Różańcowej, kościół został zbudowany w 1797 roku przez dwóch portugalskich braci, Josepha i Louisa Barretto. Teraz jest pod nadzorem archidiecezji Kolkaty. Konsekrowana 7 listopada 1799. Koszty budowy katedry zostały pokryte przez dwóch portugalskich szlachciców.
Wejście do kościoła prowadzi przez portyk wyłożony płytami nagrobnymi. Figury Madonny z Dzieciątkiem, znajdują się za ołtarzem. Szczątki pierwszego arcybiskupa Kolkaty leżą poniżej ołtarza.